# فرانكلين (مين)
فرانكلين (بالإنجليزية: Franklin, Maine)‏ هي بلدة أمريكية تقع في الولايات المتحدة في Hancock County. يقدر عدد سكانها بـ 1,483 نسمة ومساحتها 107.30 كم2 وترتفع عن سطح البحر 61 متر.

## التركيبة السكانية
قام مكتب تعداد الولايات المتحدة بتحديد بيانات التركيبة السكانية لفرانكلين في تعداد الولايات المتحدة. في ما يلي، التركيبة السكانية حسب تعدادي 2000 و2010.

### تعداد عام 2000
بلغ عدد سكان فرانكلين 1,370 نسمة بحسب تعداد عام 2000، وبلغ عدد الأسر 579 أسرة وعدد العائلات 389 عائلة مقيمة في البلدة. في حين سجلت الكثافة السكانية 37.3 نسمة لكل ميل مربع (14.4/كم2). وبلغ عدد الوحدات السكنية 902 وحدة بمتوسط كثافة قدره 24.6 نسمة لكل ميل مربع (9.5/كم2).
وتوزع التركيب العرقي للبلدة بنسبة 95.84% من البيض و 0.80% من الأمريكيين الأصليين و 0.51% من الأمريكيين ذوي الأصول الآسيوية و 0.07% من الأمريكيين الأفارقة و 2.70% من عرقين مختلطين أو أكثر.
بلغ عدد الأسر 579 أسرة كانت نسبة 28.7% منها لديها أطفال تحت سن الثامنة عشر تعيش معهم، وبلغت نسبة الأزواج القاطنين مع بعضهم البعض 56.1% من أصل المجموع الكلي للأسر، ونسبة 8.3% من الأسر كان لديها معيلات من الإناث دون وجود شريك، وكانت نسبة 32.8% من غير العائلات. تألفت نسبة 26.4% من أصل جميع الأسر من أفراد ونسبة 10.7% كانوا يعيش معهم شخص وحيد يبلغ من العمر 65 عاماً فما فوق. وبلغ متوسط حجم الأسرة المعيشية 2.80، أما متوسط حجم العائلات فبلغ 2.35.
بلغ العمر الوسطي للسكان 40 عاماً. وكانت نسبة 22.6% من القاطنين تحت سن الثامنة عشر، وكانت نسبة 5.8% بين الثامنة عشر والأربعة وعشرون عاماً، ونسبة 29.6% كانت واقعةً في الفئة العمرية ما بين الخامسة والعشرون حتى والأربعة وأربعون عاماً، ونسبة 27.2% كانت ما بين الخامسة والأربعون حتى الرابعة والستون، ونسبة 14.9% كانت ضمن فئة الخامسة والستون عاماً فما فوق. يوجد لكل 100 أنثى 98.6 ذكر، ويوجد لكل 100 أنثى في الثامنة عشر من عمرها فما فوق 91.7 ذكر.
بلغ متوسط دخل الأسرة في البلدة 32,070 دولار، أما متوسط دخل العائلة فبلغ 38,594 دولار. وكان متوسط دخل الذكور 28,214 دولار مقابل 19,900 دولار للإناث. وسجل دخل الفرد الخاص بالبلدة 17,188 دولار. وكانت نسبة 10.7% من العائلات ونسبة 15.9% من السكان تحت خط الفقر، وكان من هؤلاء نسبة 15.8% تحت سن الثامنة عشر ونسبة 23.4% في الخامسة والستين من العمر وما فوق.

### تعداد عام 2010
بلغ عدد سكان فرانكلين 1,483 نسمة بحسب تعداد عام 2010، وبلغ عدد الأسر 652 أسرة وعدد العائلات 411 عائلة مقيمة في البلدة. في حين سجلت الكثافة السكانية 40.7 نسمة لكل ميل مربع (15.7/كم2). وبلغ عدد الوحدات السكنية 1,043 وحدة بمتوسط كثافة قدره 28.6 لكل ميل مربع (11.0/كم2).
وتوزع التركيب العرقي للبلدة بنسبة 97.3% من البيض و 0.8% من الأمريكيين الأصليين و 0.7% من الأمريكيين ذوي الأصول الآسيوية و 0.2% من الأمريكيين الأفارقة و 1.0% من عرقين مختلطين أو أكثر.
بلغ عدد الأسر 652 أسرة كانت نسبة 26.5% منها لديها أطفال تحت سن الثامنة عشر تعيش معهم، وبلغت نسبة الأزواج القاطنين مع بعضهم البعض 48.9% من أصل المجموع الكلي للأسر، ونسبة 9.7% من الأسر كان لديها معيلات من الإناث دون وجود شريك، بينما كانت نسبة 4.4% من الأسر لديها معيلون من الذكور دون وجود شريكة وكانت نسبة 37.0% من غير العائلات. تألفت نسبة 26.8% من أصل جميع الأسر من أفراد ونسبة 9.5% كانوا يعيش معهم شخص وحيد يبلغ من العمر 65 عاماً فما فوق. وبلغ متوسط حجم الأسرة المعيشية 2.73، أما متوسط حجم العائلات فبلغ 2.26.
بلغ العمر الوسطي للسكان 44.6 عاماً. وكانت نسبة 19.8% من القاطنين تحت سن الثامنة عشر، وكانت نسبة 6.7% بين الثامنة عشر والأربعة وعشرون عاماً، ونسبة 24% كانت واقعةً في الفئة العمرية ما بين الخامسة والعشرون حتى والأربعة وأربعون عاماً، ونسبة 34.4% كانت ما بين الخامسة والأربعون حتى الرابعة والستون، ونسبة 15.1% كانت ضمن فئة الخامسة والستون عاماً فما فوق. وتوزع التركيب الجنسي للسكان بنسبة 49.2% ذكور و50.8% إناث.